# Zloupotreba platnih kartica
Platne kartice su instrument bezgotovinskog plaćanja, koji Vam omogućava plaćanja roba i usluga i podizanje gotovine. U razvijenim zemljama platne kartice su većinom preovladale u odnosu na plaćanje gotovim novcem (na primer Švedska je najbliža potpunom izbacivanju gotovog novca iz upotrebe fizičkog novca).
Njihovo korišćenje omogućava velike prednosti kako korisnicima tako i bankama. Neke od njih su: mogućnost podizanja gotovine na bankomatima, povećava se sigurnost i brzina plaćanja, u slučaju gubitka kartice novac je siguran na računu, povećava se obim usluga korisnicima od strane banke.

## Vrste platnih kartica
Osnovna podela platnih kartica:
- Kreditna kartica - čiji vlasnik može koristiti i sredstva kojima u trenutku korišćenja kartice ne raspolaže, ali za čije korišćenje ima ugovoren kreditni limit, a zaduženje računa se vrši u ugovorenim rokovima, najčešće jednom mesečno može koristiti sredstva samo do iznosa kojim raspolaže na svom računu;
- Debitna kartica - kod kojih se račun zadužuje u istom trenutku kada se vrši isplata i čiji korisnik[3]

Najčešći tip kreditnih kartica kod nas je tzv. revolving kartica, tj. kartica po kojoj plaćate određeni (ugovoreni) procenat duga jednom mesečno, dok se ostatak prenosi u sledeći mesec i na njega se plaća kamata. Kartice takođe možemo podeliti i prema tome ko koristi platnu karticu: poslovne kartice, koje su vezane za račune pravnih lica. Naše banke nude još i Internet kartice, namenjene isključivo plaćanju putem Interneta, i pripejd kartice, koje podrazumevaju unapred određen iznos sredstava kojim korisnik raspolaže.

## Zaštita platnih kartica
Postoje višestruke mere zaštite platnih kartica. Na samoj kartici postoji zaštita u vidu napisanog imena i prezimena i svojeručnog potpisa korisnika radi identifikacije. Takođe, prilikom pristupanja bankomatu postoji četvorocifren PIN kod koji jedino korisnik zna, tako da mu samo on može pristupiti. U slučaju gubljenja kartice potrebno je što pre prijaviti banci nestanak i kartica će odmah postati neaktivna i beskorisna.

## Zloupotreba platnih kartica
Pod zloupotrebom platnih kartica podrazumeva se bilo koja krađa ili prevara korišćenjem platnih kartica ili nekog sličnog mehanizma plaćanja. Takođe pri zloupotrebi platnih kartica postoji i krađa identiteta korisnika.
Prevara počinje ili fizičkom krađom platne kartice ili ugrožavanjem podataka koji su vezani sa računom platne kartice, uključujući tu broj računa ili bilo koju informaciju koja je dostupna trgovcu prilikom transakcija.

### Ukradene kartice
Kada je platna kartica ukradena ili izgubljena, ona ostaje upotrebljiva sve dok vlasnik ne obavesti banku o njenom gubitku. Moguće je da lopov iskoristi karticu za neovlašćenu kupovinu robe sve dok vlasnik kartice ne prijavi nestanak. Najčešća mera zastite na karticama je potpis vlasnika, ali je njega lako falsifikovati. Trgovac može zatražiti ličnu kartu kupca. Najčešće prevare sa ukradenim karticama se dešavaju na benzinskim pumpama, gde je provera identiteta jako slaba, zbog toga banke i pošte rade identifikaciju na osnovu lične karte vlasnika platne kartice. U Srbiji na platnim karticama postoji četvorocifren PIN kod, koji je uvek potreban da bi se koristio bankomat, ali prilikom online kupovine on je nepotreban.

### Ugrožavanje podataka na računu
Informacije o računu se čuvaju u raznim formatima. Na samoj kartici postoje ime i prezime i potpis vlasnika, brojevi računa, magnetna traka sa podacima koji su u mašinski čitljivim podacima.

#### Krađa identiteta
Kod krađe identiteta osim novca sa Vašeg računa, kradu se i Vaši lični podaci.
Prevara se odvija tako što Vas, na primer, prevaranti pozovu, najčešće znajući unapred sa kojom bankom poslujete, i "obaveste" Vas da je sa Vašeg računa potrošena enormna količina novca i da morate da platite u roku od 24 sata. Vi se prepadnete ili počnete da paničite, ali ma koja da je reakcija, ona odgovara prevarantima. Kad izazovu željenu reakciju kod Vas, ljubazno Vam kažu da se smirite i da sve može da se sredi i da je u stvari došlo do greške. Ipak, da bi saznali tačno o kakvoj grešci se radi, tražiće Vam podatke kao što su: ime i prezime, broj kartice i pin kod. Naravno, tražiće i adresu i još neke podatke koji nisu uopšte bitni nego su samo tu da Vas "uvuku" u priču. Kad im date te podatke, dolazi do krađe identiteta.
Krađom identiteta prevaranti, koristeći podatke sa vaše kreditne kartice, kupuju robu, plaćaju račune, otvaraju račune u bankama i dobijaju čekove koje koriste u Vaše ime… a svi računi dolaze na Vašu karticu (odnosno na Vaš račun). Poslednjih godina ovi prevaranti su se izveštili, pa oni uplaćuju minimalni iznos na Vaš račun, tako da banka neće reagovati jer je ispoštovano minimalno mesečno plaćanje. Ipak, Vaš račun iz meseca u mesec postaje sve veći, a kad primetite da Vam nedostaje novac sa računa, teško ćete dokazati da ga niste sami potrošili.

#### Skidanje podataka
Skidanje je krađa podataka o platnim karticama koje se koriste u legitimnim transakcijama. Kriminalac može da nabavi broj kreditne kartice koristeći metode kopiranja priznanica ili naprednije metode, kao što su korišćenje malih elektronskih uređaja koji kopiraju podatke sa kartice kada se nađu u bliskom kontaktu. Najčešće se ovi uređaji postavljaju na bankomate i nevidljivi su za korisnika, tako da on i nije svestan da neko neovlašćeno uzima njegove podatke. Takođe je moguće postaviti male uređaje na tastaturu bankomata ili kameru i prilikom ubacivanja kartice, kriminalac može čak doći i do pin koda korisnika. Svi ovako pribavljeni podaci se direktno šalju bežičnom konekcijom do kriminalca..
Kad podižete novac na bankomatu, pogledajte u gornji deo aparata ili jednostavno opipajte rukom da vidite da li se tu nalazi nešto što ne bi trebalo da bude. Ako ste otkrili nešto, ne koristite karticu. Kad ukucavate pin kod (sigurnosni broj), prekrijte rukom tastaturu. Koristite aparate koji su blizu banke i imaju čuvarsku službu. Ne bacajte račune u korpe za otpatke.

## Zakonska regulativa poslovanja platnim karticama
Zakoni na osnovu kojih se reguliše poslovanje korišćenjem platnih kartica u Srbiji su:
1. Krivični zakonik Republike Srbije[8]
2. Zakon o platnom prometu[9]
3. Zakon o bankama i drugim finansijskim organizacijama[10]

Na osnovu Krivičnog zakonika Republike Srbije regulišu se sva krivična dela koja se odnose na falsifikovanje i zloupotrebu platnih kartica, član 225. ovog zakona, kao i bilo koje korišćenje platnih kartica bez pokrića, član 228, stav 1 ovog zakona. Na osnovu ovog zakona predviđene su odgovarajuće kazne za učinioce krivičnih dela.
Na osnovu zakona o platnom prometu definišu se svi poslovi platnog prometa koje obavljaju banke, član 39. ovog zakona.